# Ейлі (Джорджія)
Ейлі (англ. Ailey) — місто (англ. city) в США, в окрузі Монтгомері штату Джорджія. Населення — 519 осіб (2020).

## Географія
Ейлі розташоване за координатами 32°11′18″ пн. ш. 82°34′32″ зх. д. / 32.18833° пн. ш. 82.57556° зх. д. (32.188356, -82.575580).  За даними Бюро перепису населення США в 2010 році місто мало площу 5,27 км², з яких 5,22 км² — суходіл та 0,05 км² — водойми. В 2017 році площа становила 5,64 км², з яких 5,59 км² — суходіл та 0,05 км² — водойми.

### Клімат
| Клімат : Ейлі         | Клімат : Ейлі | Клімат : Ейлі | Клімат : Ейлі | Клімат : Ейлі | Клімат : Ейлі | Клімат : Ейлі | Клімат : Ейлі | Клімат : Ейлі | Клімат : Ейлі | Клімат : Ейлі | Клімат : Ейлі | Клімат : Ейлі | Клімат : Ейлі |
| Показник              | Січ.          | Лют.          | Бер.          | Квіт.         | Трав.         | Черв.         | Лип.          | Серп.         | Вер.          | Жовт.         | Лист.         | Груд.         | Рік           |
| Середній максимум, °C | 15,8          | 17,9          | 21,5          | 25,9          | 29,8          | 32,6          | 33,7          | 33,1          | 30,6          | 26,4          | 21,3          | 17,2          | 25,5          |
| Середній мінімум, °C  | 2,8           | 3,8           | 6,8           | 11,3          | 15,7          | 19,2          | 21,0          | 20,7          | 18,1          | 12,3          | 6,9           | 3,7           | 11,9          |
| Норма опадів, мм      | 112           | 107           | 119           | 81            | 97            | 107           | 122           | 137           | 91            | 61            | 64            | 89            | 1181          |
| --------------------- | ------------- | ------------- | ------------- | ------------- | ------------- | ------------- | ------------- | ------------- | ------------- | ------------- | ------------- | ------------- | ------------- |
| Джерело: Weatherbase  |               |               |               |               |               |               |               |               |               |               |               |               |               |

## Демографія
Згідно з переписом 2010 року, у місті мешкали 432 особи в 139 домогосподарствах у складі 99 родин. Густота населення становила 82 особи/км².  Було 176 помешкань (33/км²).
Расовий склад населення:
| - 63,0 % — білих - 34,3 % — чорних або афроамериканців - 0,2 % — азіатів - 1,9 % — осіб інших рас |

До двох чи більше рас належало 0,7 %. Частка іспаномовних становила 3,7 % від усіх жителів.
За віковим діапазоном населення розподілялося таким чином: 21,3 % — особи молодші 18 років, 64,1 % — особи у віці 18—64 років, 14,6 % — особи у віці 65 років та старші. Медіана віку мешканця становила 32,0 року. На 100 осіб жіночої статі у місті припадало 63,0 чоловіків;  на 100 жінок у віці від 18 років та старших — 55,3 чоловіків також старших 18 років.
Середній дохід на одне домашнє господарство  становив 69 746 доларів США (медіана — 58 393), а середній дохід на одну сім'ю — 85 574 долари (медіана — 66 528). За межею бідності перебувало 9,3 % осіб, у тому числі 3,8 % дітей у віці до 18 років та 14,3 % осіб у віці 65 років та старших.
Цивільне працевлаштоване населення становило 280 осіб. Основні галузі зайнятості: освіта, охорона здоров'я та соціальна допомога — 32,9 %, роздрібна торгівля — 11,8 %, виробництво — 10,4 %, мистецтво, розваги та відпочинок — 9,3 %.